# Eduard Heine
Heinrich Eduard Heine (Berlín, 16 de marzo de 1821 – Halle, 21 de octubre de 1881) fue un matemático alemán, célebre por sus trabajos sobre las funciones especiales y el análisis real. En particular, estudió las series hipergeométricas básicas.
Se le conoce principalmente por los teoremas de Heine-Borel y Heine-Cantor. A él se debe también el concepto de continuidad uniforme. Trabajó en el campo de los polinomios de Legendre, las funciones de Lamé, las funciones de Bessel, la teoría del potencial y las ecuaciones en derivadas parciales.
Aunque su nombre de pila era Heinrich Eduard, publicó sus obras con el nombre de Eduard Heine, probablemente para no ser confundido con el célebre poeta alemán Heinrich Heine.

## Biografía
Heinrich Eduard Heine nació el 16 de marzo de 1821 en Berlín, y fue el octavo hijo del banquero Karl Heine y de su esposa Henriette Märtens. Recibió su primera educación de parte de tutores particulares en su casa. Después estudió en el Friedrichswerdersche Gymnasium y en el Köllnische Gymnasium de Berlín. En 1838, tras acabar el bachillerato, se matriculó en la Universidad de Berlín. Sólo permaneció un semestre porque se trasladó a la Universidad de Gotinga para asistir a las clases de matemáticas de Carl Friedrich Gauss y Moritz Stern.
En 1840, Heine regresó a Berlín, donde estudió matemáticas con Peter Gustav Lejeune Dirichlet, al tiempo que frecuentaba las clases de Jakob Steiner y Johann Franz Encke. En 1842 se doctoró en la Universidad de Berlín con una tesis sobre ecuaciones diferenciales dirigida por Enno Dirksen y Martin Ohm, y que dedicó a su profesor Gustav Dirichlet. Posteriormente se trasladó a la Universidad de Königsberg para participar en el seminario matemático de Carl Gustav Jacobi, al tiempo que acudía a las clases de física matemática de Franz Ernst Neumann. En Königsberg, Heine entabló relación con sus compañeros de estudios Gustav Kirchhoff y Philipp Ludwig von Seidel.
En 1844, Heine optó a un puesto de profesor en la Universidad de Bonn y aprobó su habilitación docente. Prosiguió sus investigaciones en matemáticas en Bonn y, en 1848, fue ascendido a profesor asociado. En 1850 se casó con Sophie Wolff, hija de un comerciante berlinés. El matrimonio tuvo cinco hijos, cuatro mujeres y un varón. En 1856, Heine fue nombrado profesor titular en la Universidad de Halle, de la que también fue rector entre 1864 y 1865. 
En 1863 fue admitido como miembro correspondiente de la Academia Prusiana de las Ciencias. Desde 1865 fue miembro correspondiente y desde 1878 miembro externo de la Academia de Ciencias de Gotinga.
En 1875, la Universidad de Gotinga ofreció a Heine una cátedra de matemáticas, pero éste decidió rechazar la oferta y permanecer en Halle. En 1877, con motivo del centenario del nacimiento de Gauss, se le concedió la Medalla Gauss por sus investigaciones.
Murió el 21 de octubre de 1881 en Halle, tras una larga y grave enfermedad. Está enterrado en el cementerio Stadtgottesacker de Halle, donde más adelante también reposaría su hija, la escritora Anselma Heine.

## Obra
Heine publicó una veintena de artículos (la mayoría en la Revista de Crelle) entre los que destaca su artículo de 1872 Die Elemente der Functionenlehre ("Elementos de teoría de funciones"). En él, introduce el concepto de número real en términos de secuencias fundamentales, habiendo introducido una relación de equivalencia y orden. Esta aproximación es contemporánea con las de Dedekind y Cantor (este último había sido discípulo suyo en Halle y sería su sucesor en la cátedra).
Ha dejado su nombre al teorema de Heine-Cantor sobre las funciones continuas, que afirma que toda función continua en un conjunto compacto es uniformemente continua, y al teorema de Heine-Borel. Sus investigaciones sobre las series de Fourier sirvieron de punto de partida para los trabajos de Georg Cantor, que le llevaron a desarrollar la teoría de conjuntos.
Su obra más destacada, publicada en 1861 y reeditada en numerosas ocasiones, es el Handbuch der Kugelfunctionen ("Manual de armónicos esféricos") , que se utilizó como manual de referencia para las funciones esféricas hasta bien entrado el siglo XX.

### Obras seleccionadas
- De aequationibus nonnullis differentialibus (Tesis doctoral, 1842)
- Handbuch der Kugelfunctionen (Georg Reimer, Berlín, 1861)
- Handbuch der Kugelfunctionen, Theorie und Anwendungen, volumen 1 (Georg Reimer, Berlín, 1878)
- Handbuch der Kugelfunctionen, Theorie und Anwendungen, volumen 2 (Georg Reimer, Berlín, 1881)